# Dear Heather
Dear Heather — одинадцятий студійний альбом канадського автора та виконавця пісень Леонарда Коена, представлений 26 жовтня 2004 року на лейблі Columbia Records.
Альбом досяг 5 позиції у чарті Канади, 131 — у Billboard 200 та очолив чарт Польщі.

## Передісторія та запис
Три композиції із альбому — «No More A-Roving», «The Letters» і «There For You» — були записані під час сесій попереднього альбому Ten New Songs, тому Шерон Робінсон брала участь у записі пісень та допомагала із продюсуванням платівки. Решта матеріалу походять із різних джерел, де Коен вирішував випробувати різноманітні музичні підходи. У композиції «To a Teacher» Коен цитує свої ж слова із поетичної збірки «The Spice-Box of Earth». Основні композиції альбому датовані 1979 роком, коли музикант записував свій шостий альбом Recent Songs. До альбому також увійшла народна пісня «Tennessee Waltz», яку було записано наживо під час туру Коен на підтримку LP «Various Positions». Зважаючи на таку різноманітність походження матеріалу, Коен хотів назвати альбом Old Ideas, проте в кінцевому результаті платівки таки отримала назву Dear Heather (оскільки Коен не хотів, щоб шанувальники вирішили, що це типова збірка «найкращих хітів»). Назву «Old Ideas» отримав наступний альбом музиканта.
Після виходу альбому Коен не давав жодних інтерв'ю та не проводив тур на підтримку платівки.

## Список композицій
| #     | Назва                     | Тривалість |
| ----- | ------------------------- | ---------- |
| 1.    | «Go No More A-Roving»     | 3:40       |
| 2.    | «Because Of»              | 3:00       |
| 3.    | «The Letters»             | 4:44       |
| 4.    | «Undertow»                | 4:20       |
| 5.    | «Morning Glory»           | 3:28       |
| 6.    | «On That Day»             | 2:04       |
| 7.    | «Villanelle for Our Time» | 5:55       |
| 8.    | «There for You»           | 4:36       |
| 9.    | «Dear Heather»            | 3:41       |
| 10.   | «Nightingale»             | 2:27       |
| 11.   | «To a Teacher»            | 2:32       |
| 12.   | «The Faith»               | 4:17       |
| 13.   | «Tennessee Waltz»         | 4:05       |
| 49:27 |                           |            |

## Чарти

### Тижневі чарти
| Чарт (2004)                                        | Найвища позиція |
| -------------------------------------------------- | --------------- |
| Австралія Australian Albums (ARIA)                 | 98              |
| Австрія Austrian Albums (Ö3 Austria)               | 13              |
| Бельгія Belgian Albums (Ultratop Flanders)         | 9               |
| Бельгія Belgian Albums (Ultratop Wallonia)         | 26              |
| Канада Canadian Albums (Billboard)                 | 5               |
| Данія Danish Albums (Hitlisten)                    | 1               |
| Нідерланди Dutch Albums (MegaCharts)               | 34              |
| Фінляндія Finnish Albums (Suomen virallinen lista) | 22              |
| Франція French Albums (SNEP)                       | 34              |
| Німеччина German Albums (Offizielle Top 100)       | 19              |
| Італія Italian Albums (FIMI)                       | 27              |
| Норвегія Norwegian Albums (VG-lista)               | 2               |
| Португалія Portuguese Albums (AFP)                 | 5               |
| Швеція Swedish Albums (Sverigetopplistan)          | 8               |
| Швейцарія Swiss Albums (Schweizer Hitparade)       | 13              |
| Велика Британія UK Albums (OCC)                    | 34              |
| США Billboard 200                                  | 131             |

### Річні чарти
| Чарт (2004)                        | Позиція |
| ---------------------------------- | ------- |
| Belgian Albums (Ultratop Flanders) | 81      |

## Сертифікації
| Регіон                                                                                          | Сертифікація | Продажі |
| ----------------------------------------------------------------------------------------------- | ------------ | ------- |
| Данія (IFPI Denmark)                                                                            | Золотий      | 20 000^ |
| Норвегія (IFPI Norway)                                                                          | Золотий      | 20 000* |
| Польща (ZPAV)                                                                                   | Золотий      | 20 000* |
| Велика Британія (BPI)                                                                           | Срібний      | 60 000^ |
| *продажі, що базуються лише на сертифікаціях ^відвантаження, що базуються лише на сертифікаціях |              |         |